# البلوی (نام خانوادگی)
البلوی می‌تواند یکی از موارد زیر باشد:
- سلطان البلوی، (و. ۱۹۷۹ م) ورزشکار اهل عربستان سعودی
- نایف البلوی، (و. ۱۹۸۶ م)  ورزشکار اهل عربستان سعودی